# Giải vô địch bóng đá nữ U-20 Bắc, Trung Mỹ và Caribe
Giải vô địch bóng đá nữ U-20 Bắc, Trung Mỹ và Caribe (tiếng Anh: CONCACAF Women's U-20 Championship) là giải bóng đá nữ do Liên đoàn bóng đá Bắc, Trung Mỹ và Caribe (CONCACAF) tổ chức dành cho các đội tuyển bóng đá nữ U-20 quốc gia tại khu vực này, đồng thời giữ vị thế vòng loại Giải vô địch bóng đá nữ U-20 thế giới với ba suất được trao cho CONCACAF.

## Kết quả các vòng chung kết
| 2002 Chi tiết | Trinidad và Tobago | México và Hoa Kỳ đứng nhất các bảng đấu.[A] | México và Hoa Kỳ đứng nhất các bảng đấu.[A] | México và Hoa Kỳ đứng nhất các bảng đấu.[A] |                                |                                |                                |
| 2004 Chi tiết | Canada             | · Canada                                    | 2–1 (s.h.p.)                                | · Hoa Kỳ                                    | · Costa Rica                   | 4–3                            | · México                       |
| 2006 Chi tiết | México             | · Hoa Kỳ                                    | 3–2                                         | · Canada                                    | · México                       | 4–1                            | · Jamaica                      |
| 2008 Chi tiết | México             | · Canada                                    | 1–0                                         | · Hoa Kỳ                                    | · México                       | 2–2 (s.h.p.) 3–2 (p)           | · Costa Rica                   |
| 2010 Chi tiết | Guatemala          | · Hoa Kỳ                                    | 1–0                                         | · México                                    | · Costa Rica                   | 1–0                            | · Canada                       |
| 2012 Chi tiết | Panama             | · Hoa Kỳ                                    | 2–1                                         | · Canada                                    | · México                       | 5–0                            | · Panamá                       |
| 2014 Chi tiết | Quần đảo Cayman    | · Hoa Kỳ                                    | 4–0                                         | · México                                    | · Costa Rica                   | 7–3 (s.h.p.)                   | · Trinidad và Tobago           |
| 2015 Chi tiết | Honduras           | · Hoa Kỳ                                    | 1–0                                         | · Canada                                    | · México                       | 2–0                            | · Honduras                     |
| 2018          | Trinidad và Tobago | · México                                    | 1– 1(s.h.p.) 4–2 (p)                        | · Hoa Kỳ                                    | · Haiti                        | 1–0                            | · Canada                       |
| 2020          | Cộng hoà Dominica  | · Hoa Kỳ                                    | 4–1                                         | · México                                    | · Cộng hòa Dominica và · Haiti | · Cộng hòa Dominica và · Haiti | · Cộng hòa Dominica và · Haiti |
| 2022          | Cộng hoà Dominica  | · Hoa Kỳ                                    | 2–0                                         | · México                                    | · Canada                       | 2–0                            | · Puerto Rico                  |
| 2023          | Cộng hoà Dominica  | · México                                    | 2–1                                         | · Hoa Kỳ                                    | · Canada                       | 5–3 (s.h.p.)                   | · Costa Rica                   |
| 2025          | Costa Rica         |                                             |                                             |                                             | · Hoa Kỳ và · Costa Rica       | · Hoa Kỳ và · Costa Rica       | · Hoa Kỳ và · Costa Rica       |

A : Không tổ chức chung kết vào năm 2002; cả Hoa Kỳ và México đoạt suất tới Giải vô địch bóng đá nữ U-19 thế giới 2002.

## Thành tích
| Đội                | Vô địch                                      | Á quân                     | Hạng ba                    | Hạng tư        |
| ------------------ | -------------------------------------------- | -------------------------- | -------------------------- | -------------- |
| Hoa Kỳ             | 7 (2006, 2010, 2012, 2014, 2015, 2020, 2022) | 4 (2004, 2008, 2018, 2023) | 1 (2025)                   | —              |
| México             | 2 (2018, 2023)                               | 4 (2010, 2014, 2020, 2022) | 4 (2006, 2008, 2012, 2015) | —              |
| Canada             | 2 (2004, 2008)                               | 3 (2006, 2012, 2015)       | 2 (2022, 2023)             | 2 (2010,2018)  |
| Costa Rica         | —                                            | —                          | 4 (2004, 2010, 2014, 2025) | 2 (2008, 2023) |
| Haiti              | —                                            | —                          | 2 (2018, 2020)             | —              |
| Cộng hòa Dominica  | —                                            | —                          | 1 (2020)                   | —              |
| Jamaica            | —                                            | —                          | —                          | 1 (2006)       |
| Panamá             | —                                            | —                          | —                          | 1 (2012)       |
| Trinidad và Tobago | —                                            | —                          | —                          | 1 (2014)       |
| Honduras           | —                                            | —                          | —                          | 1 (2015)       |
| Puerto Rico        |                                              |                            |                            | 1 (2022)       |

## Các quốc gia tham dự
- 1st – Vô địch
- 2nd – Á quân
- 3rd – Hạng 3
- 4th – Hạng 4
- F – Lọt vào chung kết
- SF – Bán kết
- QF – Tứ kết
- GS – Vòng bảng
- R16 – Vòng 16 đội
- Q – Vượt qua vòng loại cho mùa giải tới
- — Chủ nhà
- --  – Không vượt qua vòng loại/tham dự

| Đội tuyển            | 2002 | 2004 | 2006 | 2008 | 2010 | 2012 | 2014 | 2015 | 2018 | 2020 | 2022 | 2023 | 2025 | Tham dự |
| -------------------- | ---- | ---- | ---- | ---- | ---- | ---- | ---- | ---- | ---- | ---- | ---- | ---- | ---- | ------- |
| Barbados             | --   | --   | --   | --   | --   | --   | --   | --   | --   | R16  | --   | --   | --   | 1       |
| Bermuda              | --   | --   | --   | --   | --   | --   | --   | --   | --   | R16  | R16  | --   | --   | 2       |
| Canada               | --   | 1st  | 2nd  | 1st  | 4th  | 2nd  | --   | 2nd  | 4th  | QF   | 3rd  | 3rd  | Q    | 11      |
| Quần đảo Cayman      | --   | --   | --   | --   | --   | --   | GS   | --   | --   | R16  | R16  | --   | --   | 3       |
| Costa Rica           | GS   | 3rd  | --   | 4th  | 3rd  | --   | 3rd  | --   | GS   | --   | --   | 4th  | SF   | 8       |
| Cuba                 | --   | --   | --   | GS   | GS   | GS   | --   | --   | --   | R16  | GS   | --   | --   | 5       |
| Curaçao              | --   | --   | --   | --   | --   | --   | --   | --   | --   | --   | R16  | --   | --   | 1       |
| Cộng hòa Dominica    | --   | GS   | --   | --   | --   | --   | --   | --   | --   | SF   | R16  | GS   | --   | 4       |
| El Salvador          | --   | --   | GS   | --   | --   | --   | --   | --   | --   | R16  | QF   | --   | --   | 3       |
| Grenada              | --   | --   | --   | --   | --   | --   | --   | --   | --   | R16  | --   | --   | --   | 1       |
| Guatemala            | --   | --   | --   | --   | GS   | GS   | GS   | --   | --   | GS   | QF   | --   | --   | 5       |
| Guyana               | --   | --   | --   | --   | --   | --   | --   | --   | --   | QF   | R16  | --   | GS   | 3       |
| Haiti                | GS   | --   | --   | --   | --   | GS   | --   | GS   | 3rd  | SF   | QF   | --   | --   | 6       |
| Honduras             | --   | --   | --   | --   | --   | --   | GS   | 4th  | --   | GS   | GS   | --   | --   | 4       |
| Jamaica              | GS   | GS   | 4th  | GS   | GS   | GS   | GS   | GS   | GS   | QF   | R16  | GS   | --   | 12      |
| México               | F    | 4th  | 3rd  | 3rd  | 2nd  | 3rd  | 2nd  | 3rd  | 1st  | 2nd  | 2nd  | 1st  | Q    | 13      |
| Nicaragua            | --   | --   | --   | GS   | --   | --   | --   | --   | GS   | GS   | GS   | --   | GS   | 5       |
| Panamá               | GS   | GS   | GS   | --   | --   | 4th  | --   | GS   | --   | --   | QF   | GS   | GS   | 8       |
| Puerto Rico          | --   | --   | --   | --   | --   | --   | --   | --   | --   | R16  | 4th  | GS   | GS   | 4       |
| Saint Kitts và Nevis | --   | --   | --   | --   | --   | --   | --   | --   | --   | GS   | R16  | --   | --   | 2       |
| Saint Lucia          | --   | --   | --   | --   | --   | --   | --   | --   | --   | R16  | --   | --   | --   | 1       |
| Suriname             | GS   | --   | GS   | --   | --   | --   | --   | --   | --   | --   | R16  | --   | --   | 3       |
| Trinidad và Tobago   | GS   | GS   | GS   | GS   | GS   | --   | 4th  | GS   | GS   | QF   | GS   | --   | --   | 10      |
| Hoa Kỳ               | F    | 2nd  | 1st  | 2nd  | 1st  | 1st  | 1st  | 1st  | 2nd  | 1st  | 1st  | 2nd  | SF   | 13      |

## Giải thưởng
| Năm  | Cầu thủ                                       | Số bàn thắng |
| ---- | --------------------------------------------- | ------------ |
| 2002 | Kelly Wilson                                  | 9            |
| 2004 | Kerri Hanks                                   | 10           |
| 2006 | Charlyn Corral                                | 8            |
| 2008 | Shakira Duncan Michelle Enyeart Kelley O'Hara | 6            |
| 2010 | Sydney Leroux                                 | 6            |
| 2012 | Natalia Gómez Junco                           | 6            |
| 2014 | Tanya Samarzich McKenzie Meehan               | 6            |
| 2015 | Mallory Pugh                                  | 7            |
| 2018 | Jordyn Huitema                                | 5            |
| 2020 | Melchie Dumornay                              | 14           |
| 2022 | Michelle Cooper                               | 8            |
| 2023 | Sheika Scott                                  | 6            |

| Năm  | Cầu thủ         |
| ---- | --------------- |
| 2010 | Sydney Leroux   |
| 2014 | Rose Lavelle    |
| 2015 | Mallory Pugh    |
| 2018 | Miriam García   |
| 2020 | Mia Fishel      |
| 2022 | Michelle Cooper |
| 2023 | Alice Soto      |

| Năm  | Cầu thủ           |
| ---- | ----------------- |
| 2014 | Katelyn Rowland   |
| 2015 | Rosemary Chandler |
| 2018 | Emily Alvarado    |
| 2020 | Wendy Toledo      |
| 2022 | Anna Karpenko     |
| 2023 | Itzel Velasco     |

| Năm  | Đội tuyển |
| ---- | --------- |
| 2014 | Hoa Kỳ    |
| 2015 | Canada    |
| 2018 | México    |
| 2020 | México    |
| 2022 | México    |
| 2023 | Hoa Kỳ    |

## Kết quả tại Giải vô địch bóng đá nữ U-20 thế giới
- 1st – Vô địch
- 2nd – Á quân
- 3rd – Hạng 3
- 4th – Hạng 4
- QF = Tứ kết
- R16 = Vòng 16 đội
- GS = Vòng loại
- Q = Đã vượt qua vòng loại
- •  – Không vượt qua vòng loại
- ×  – Không tham dự / Rút lui / Bị cấm
- – Chủ nhà

| World Cup  | 2002 | 2004 | 2006 | 2008 | 2010 | 2012 | 2014 | 2016 | 2018 | 2022 | 2024 | 2026 | Tổng cộng |
| ---------- | ---- | ---- | ---- | ---- | ---- | ---- | ---- | ---- | ---- | ---- | ---- | ---- | --------- |
| Canada     | 2nd  | QF   | GS   | GS   | •    | GS   | QF   | GS   | •    | GS   | R16  | Q    | 10        |
| Costa Rica | •    | •    | •    | •    | GS   | •    | GS   | •    | •    | GS   | GS   | Q    | 5         |
| Haiti      | •    | •    | •    | •    | •    | •    | •    | •    | GS   | •    | ×    | •    | 1         |
| México     | GS   | •    | GS   | GS   | QF   | QF   | GS   | QF   | GS   | QF   | R16  | Q    | 11        |
| Hoa Kỳ     | 1st  | 3rd  | 4th  | 1st  | QF   | 1st  | QF   | 4th  | GS   | GS   | 3rd  | Q    | 12        |
| Tổng cộng  | 3    | 2    | 3    | 3    | 3    | 3    | 4    | 3    | 3    | 4    | 4    | 4    |           |